# Diretor de operações

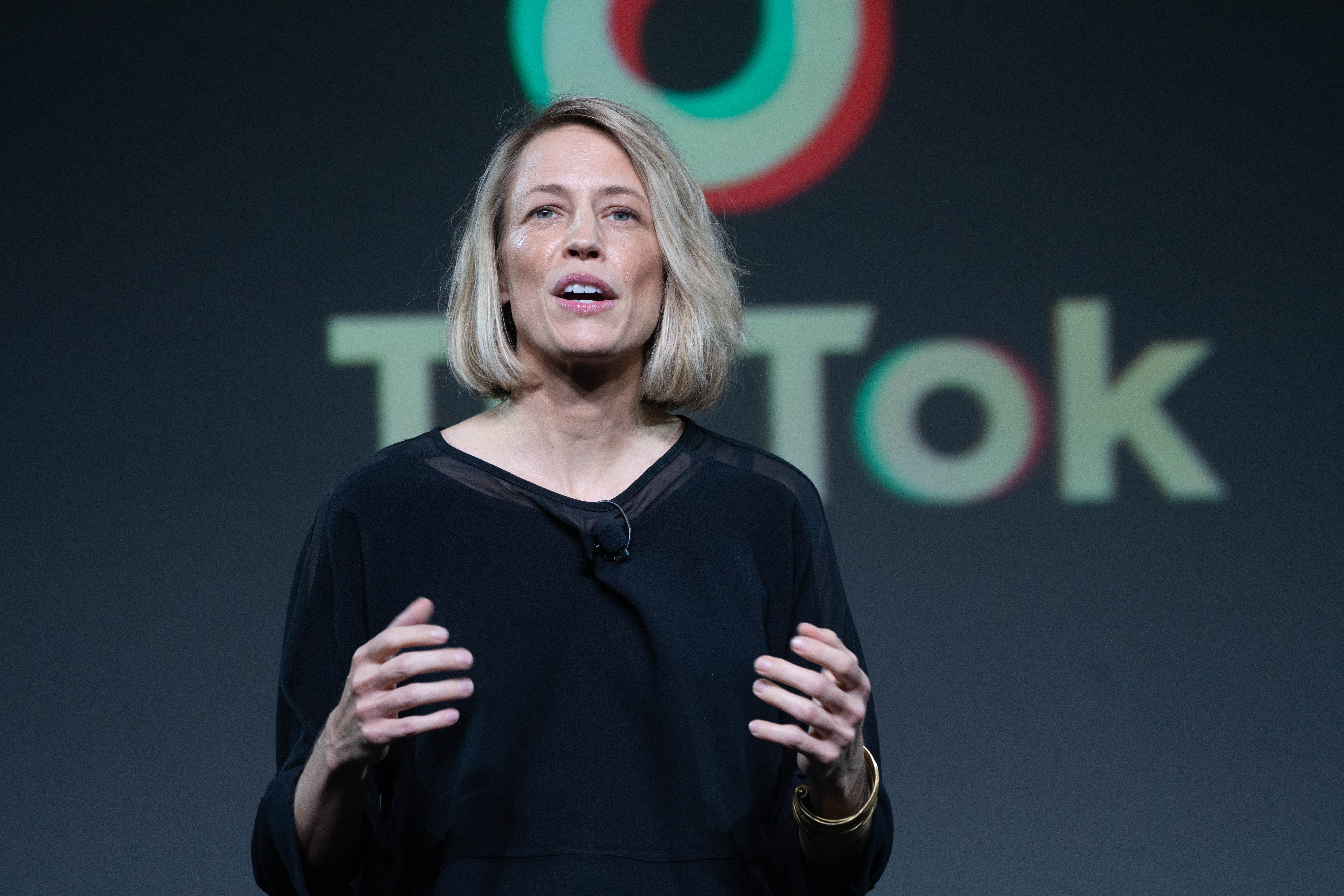
Vanessa Pappas, ex-diretora de operações do TikTok

Um diretor de operações (do inglês chief operating officer), frequentemente abreviado como C.O.O. é o executivo-chefe de operações, braço direito do diretor executivo (chief executive officer). É quem cuida mais de perto da rotina do negócio. 
O COO é responsável pela operação diária da empresa, e rotineiramente relata ao executivo de mais alto ranking, geralmente o executivo-chefe (CEO).

## Responsabilidades e títulos semelhantes
Ao contrário de outras posições que tendem a ser definidas de acordo com as responsabilidades designadas na maioria das empresas, o Diretor de Operações tende a ter uma relação mais estreita com o CEO ou Presidente da empresa ou organização. De muitos modos, a seleção de um COO é semelhante à escolha de um vice-presidente, inclusive o poder e as responsabilidades dele podem mudar drasticamente, dependendo do estilo e necessidades da empresa. Assim, o papel do Diretor de Operações é altamente importante e o indivíduo encarregado pode se tornar até mesmo CEO, o sucessor do Presidente anterior.

## Situação atual
Muitas empresas modernas operam sem COO. Por exemplo, em 2006, mais de 60% das empresas listadas na Fortune 500 não tem um COO, em 2007 quase 58% das empresas listadas na Fortune não tem um COO. Nestes casos, o CEO ou diretor executivo assume mais papéis e responsabilidades, ou papéis tradicionalmente atribuídos ao Diretor de Operações são realizadas por subexecutivos. Embora o número de COOs tenha estado em declínio durante a última década, existem razões para antecipar um aumento da utilização da posição no futuro, incluindo:
- As empresas estão cada vez maiores e mais complexas, tornando-se mais difícil para uma pessoa sozinha ter a supervisão total sobre toda a organização.
- As empresas estão descobrindo uma forte relação entre o desempenho da empresa e a presença de um COO
- As empresas estão cada vez mais decidindo sobre o planejamento da sucessão do CEO.

## Papéis e funções
O papel do COO difere de setor para setor e de empresa para empresa. Algumas organizações funcionam sem um COO. Outras podem ter dois COOs, cada um designado para supervisionar diversas linhas de negócio ou divisões. No setor industrial, o papel de um COO é a rotina da gestão de operações, o que significa que o COO é responsável pelo desenvolvimento, design, operação e melhoria dos sistemas que criam e oferecem produtos da empresa. O COO é responsável por garantir as operações comerciais sejam eficientes e produtivas e que a gestão adequada dos recursos, distribuição e serviço aos clientes e análise sejam conduzidas.
O COO deve funcionar como uma locomotiva, e ser o braço direito do CEO. Como as operações internas são de responsabilidade dele, é coerente afirmar que o COO é responsável também por fazer acontecer, liderar e inspirar a operação da empresa em todos os momentos.

## Relações com o COO
Muitas vezes o COO é responsável por servir como fonte de informações para o CEO, é essencial que a relação entre COO e CEO seja positiva. A confiança é o ingrediente mais importante e necessário para esse tipo de relação. O CEO deve ter plena confiança de que o COO esteja fazendo suas funções em prol da melhoria da corporação ou organização. Com isso, o desempenho da empresa é melhorada e os resultados dos acionistas são reforçadas.

## Falhas no papel de COO
Enquanto que o papel do COO é crucial para o sucesso da empresa, que muitas vezes pode ser um assunto delicado para dominar, qualquer quebra de confiança entre o CEO e COO pode levar ao fracasso. Além disso, o COO normalmente tem que ser um líder de alto nível que é confortável estar em pleno cargo. Muitos executivos com as habilidades de liderança necessárias para ser um funcionário de nível superior como o COO preferiria estar executando seu próprio atos ao invés de receber ordens de um CEO. Para COOs que estão esperando para servir o seu tempo e ser promovido para o primeiro lugar, os seus prazos para tal movimento pode muitas vezes estar fora de sincronia com o CEO, causando um colapso no relacionamento.

## Qualidades de um ótimo COO

### Orientado ao ganho de escala
Toda startup precisa crescer rápido e essa é a maior responsabilidade de um COO: manter as engrenagens girando para que a locomotiva ande rápido, e conquiste clientes mantendo um serviço de alta qualidade. Isso será feito sempre com o mínimo de recursos possível, dada a pequena margem para erros que startups possuem.

### Resolução de problemas
Todo COO precisará resolver problemas e mediar conflitos diariamente. Ele deve ser treinado a pensar pelo bem geral da empresa, mantendo o bom funcionamento das áreas. E ele é o cargo que faz as coisas acontecerem internamente.

### Capacidade de liderar naturalmente
O COO trabalhará constantemente com inputs das áreas (Marketing, Finanças, RH, etc.) e reportará tudo isso ao CEO. É extremamente importante que ele consiga liderar pelo exemplo e inspirar os demais líderes da empresa, de forma a não criar desentendimentos e empecilhos ao seu próprio trabalho.

## Especialistas e investigação
Nathan Bennett e Stephen A. Miles tem publicado extensamente sobre o assunto do COO. Além de escrever um livro dedicado a analisar esta difícil posição de compreender, a pesquisa foi publicado na Harvard Business Review, MIT Management Review e Executive.net. Seu trabalho se concentra na identificação de diferentes tipos de COOs, quando o papel trabalha para entregar valor adicional, e quando o papel não consegue produzir os resultados desejados. Sua pesquisa inclui entrevistas com mais de cem CEOs.